# わたしはナイフ
「わたしはナイフ」は、工藤静香の通算19枚目のシングル。1993年6月2日にポニーキャニオンから発売された。

## 概要
本作の発売当時に工藤は、「わたし自身は、ナイフじゃなくてのこぎり」などと冗談半分で話していた。同年11月のベストアルバム『Super Best』発売時に、収録の全シングル20曲を振り返るインタビューの中で「（″わたしはナイフ″という）タイトルが嫌い」と発言した。

## 収録曲
1. わたしはナイフ（4分27秒） 
作詞：松井五郎 / 作曲・編曲：後藤次利 / ブラスアレンジ：門倉聡 / コーラスアレンジ：高尾直樹
2. 終幕（5分12秒）
作詞：岡田冨美子 / 作曲・編曲：後藤次利 / コーラスアレンジ：高尾直樹
3. わたしはナイフ（オリジナル・カラオケ）

## 収録アルバム
わたしはナイフ
- Super Best
- ミレニアム・ベスト
- My Heartful Best -松井五郎コレクション-

※オリジナルアルバム未収録
終幕
- 20th Anniversary B-side collection